# قطعنامه ۴۲۷ شورای امنیت
قطعنامه ۴۲۷ شورای امنیت سازمان ملل متحد که در تاریخ ۰۳ مه ۱۹۷۸ تصویب شد، سندی بین‌المللی دربارهٔ اسرائیل-لبنان است. این قطعنامه طی نشست ۲٬۰۷۶ام با ۱۲ موافق، ۰ مخالف و ۲ ممتنع تصویب شد.